# 김용일 (야구인)
김용일(金勇逸, 1966년 10월 1일 ~ )은 KBO 리그 LG 트윈스의 수석 트레이닝 코치이다.

## 출신 학교
- 보성초등학교
- 예천중학교
- 경북체육고등학교
- 국립경국대학교
- 건국대학교 교육대학원